# Старий Страхоцин
Старий Страхоцин (пол. Stary Strachocin) — село в Польщі, у гміні Шелькув Маковського повіту Мазовецького воєводства.
Населення — 59 осіб (2011).
У 1975-1998 роках село належало до Остроленцького воєводства.

## Демографія
Демографічна структура станом на 31 березня 2011 року:
|          | Загалом | Допрацездатний вік | Працездатний вік | Постпрацездатний вік |
| -------- | ------- | ------------------ | ---------------- | -------------------- |
| Чоловіки | 27      | 8                  | 14               | 5                    |
| Жінки    | 32      | 6                  | 10               | 16                   |
| Разом    | 59      | 14                 | 24               | 21                   |